# Admiralarzt
Der Admiralarzt ist einer der Dienstgrade der Bundeswehr für Marineuniformträger. Gesetzliche Grundlage ist die Anordnung des Bundespräsidenten über die Dienstgradbezeichnungen und die Uniform der Soldaten und das Soldatengesetz.

## Dienstgradabzeichen
Das Dienstgradabzeichen für Admiralärzte entspricht im Wesentlichen dem für Flottillenadmirale. Zur Unterscheidung der Admiralärzte dienen Laufbahnabzeichen in Form eines Äskulapstabes. Die Schlange windet sich im Laufbahnabzeichen für Ärzte in doppelter Windung, bei Zahnärzten in einfacher Windung um den Stab.

## Sonstiges
Die Dienstgradbezeichnung ranggleicher Luftwaffen- und Heeresuniformträger lautet Generalarzt. Hinsichtlich Befehlsgewalt, Ernennung, Sold, den nach- und übergeordneten Dienstgraden, ganz ähnlich auch hinsichtlich der Dienststellungen sind Admiralärzte und Generalärzte gleichgestellt.